# Ређо ди Калабрија
Ређо ди Калабрија (итал. Reggio Calabria, на месном говору, Rìggiu) град је у јужној Италији. То је највећи град у покрајини Калабрији, али не и средиште покрајине (то је Катанцаро). Ређо ди Калабрија је управно средиште истоименог Округа Ређо ди Калабрија.
Познат је као један од најстаријих градова на подручју данашње Италије. Верује се да је други по старости. Град је познат и по изузетно разорним земљотресима кроз историју.

## Порекло назива
Ређо ди Калабрија је задржао назив од самог свог постанка - први град на овом месту био је старогрчки град Регион.

## Природне одлике
Ређо ди Калабрија се налази у јужној Италији. У односу на Рим град се налази око 680 км јужно, а од Напуља 500 км јужно. Најближи већи град је Месина, смештена 90 км западно, преко „мора“.

### Рељеф
Ређо ди Калабрија се развио у близини Месинског мореуза, који Сицилију одваја од остатка Италије. Лежи у крајњем западном делу Јонског мора. Преко „мора“ налази се град Месина. Изнад Ређо де Калабрије стрмо се дижу крајње јужни огранци Апенина. Град је смештен на активном сеизмичког подручју, па га је кроз историју погодило неколико разорних земљотреса.

### Клима
Клима у Ређу ди Калабрија је средоземна.

### Воде
Ређо ди Калабрија је смештен у крајњем западном делу Јонског мора. Неколико километара северније од града налази се Месински мореуз, од којег ка северу почиње Тиренско море.

## Историја

### Стари век
Ређо ди Калабрију су основали стари Грци 720. п. н. е. под називом Регион (Ρήγιoν), и то је била друга старогрчка колонија на Апенинском полуострву (после Кумеа), па је стога Ређо после овог града и најстарији град на тлу данашње Италије. Регион је убрзо постао једно од средишта Велике Грчке, па је током 6. века п. н. е. и 5. века п. н. е. био и важна поморска сила, као и културно и образовно средиште.
У 3. веку п. н. е. Регион је потпао под Стари Рим, али град није изгубио на значају. Вековима је он био важно средиште римске морнарице. У доба Јулија Цезара град је преименован у Регијум Јулијум.

### Средњи век
После пропасти старог Рима град мења више господара у следећим вековима. Прво град заузимају поседују Византинци, који га подижу у средиште својих крајина у јужној Италији. Касније се око града боре Арабљани-Сарацени и Лангобарди, да би коначно Ређо освојили Нормани 1060. г. Нормани оснивају државу на југу данашње Италије, која је трајала неколико следећих векова - Краљевство Сицилија. И поред „западне“ власти град је и даље био средиште грчке културе, све до 17. века. У ово време град поново постаје хришћанско средиште. Гради се много цркава и градских палата.

### Нови век
Током неколико векова постојања Краљевство Сицилија имало је неколико владарских кућа на челу - Нормани, Анжујци, Арагонци, Савоја, Хабзбурговци, Бурбони. Град је 1783. погодио тежак земљотрес, али се град релативно брзо опоравио. Ређо ди Калабрија 1860. улази у састав Краљевине Италије. После уједињења државе Ређо постаје важна лука и трговиште. Међутим, 1909. град је поново погођен земљотресом, у коме је страдало око 27% становништва или око 25.000 грађана. Овај земљотрес се сматра најразорнијим у 20. веку у Европи. Требало је неколико деценија да се град обнови, али је Ређо, као и цела јужна половина земље, и данас слабије развијен од италијанског севера. Године 1970. управно седиште Калабрије премештено је у мањи Катанцаро, што је изазвало протесте грађана. Поред тога, последњих деценија у граду се јако учврстила мафијашка организација Ндрагета.

## Географија
| Клима (Ређо ди Калабрија)   | Клима (Ређо ди Калабрија) | Клима (Ређо ди Калабрија) | Клима (Ређо ди Калабрија) | Клима (Ређо ди Калабрија) | Клима (Ређо ди Калабрија) | Клима (Ређо ди Калабрија) | Клима (Ређо ди Калабрија) | Клима (Ређо ди Калабрија) | Клима (Ређо ди Калабрија) | Клима (Ређо ди Калабрија) | Клима (Ређо ди Калабрија) | Клима (Ређо ди Калабрија) | Клима (Ређо ди Калабрија) |
| Показатељ \ Месец           | .Јан.                     | .Феб.                     | .Мар.                     | .Апр.                     | .Мај.                     | .Јун.                     | .Јул.                     | .Авг.                     | .Сеп.                     | .Окт.                     | .Нов.                     | .Дец.                     | .Год.                     |
| --------------------------- | ------------------------- | ------------------------- | ------------------------- | ------------------------- | ------------------------- | ------------------------- | ------------------------- | ------------------------- | ------------------------- | ------------------------- | ------------------------- | ------------------------- | ------------------------- |
| Апсолутни максимум, °C (°F) | 24,2 (75,6)               | 25,2 (77,4)               | 27,0 (80,6)               | 30,4 (86,7)               | 33,4 (92,1)               | 42,0 (107,6)              | 44,2 (111,6)              | 39,4 (102,9)              | 37,6 (99,7)               | 30,4 (86,7)               | 27,0 (80,6)               | 26,0 (78,8)               | 44,2 (111,6)              |
| Средњи максимум, °C (°F)    | 14,9 (58,8)               | 15,1 (59,2)               | 16,7 (62,1)               | 19,2 (66,6)               | 23,4 (74,1)               | 27,5 (81,5)               | 30,8 (87,4)               | 30,6 (87,1)               | 28,0 (82,4)               | 23,5 (74,3)               | 19,6 (67,3)               | 16,4 (61,5)               | 30,8 (87,4)               |
| Средњи минимум, °C (°F)     | 8,1 (46,6)                | 8,1 (46,6)                | 9,1 (48,4)                | 11,0 (51,8)               | 14,8 (58,6)               | 18,2 (64,8)               | 21,7 (71,1)               | 22,0 (71,6)               | 19,1 (66,4)               | 15,9 (60,6)               | 12,1 (53,8)               | 9,7 (49,5)                | 8,1 (46,6)                |
| Апсолутни минимум, °C (°F)  | 0,4 (32,7)                | 0,0 (32)                  | 0,0 (32)                  | 4,6 (40,3)                | 7,8 (46)                  | 10,8 (51,4)               | 14,4 (57,9)               | 14,4 (57,9)               | 11,2 (52,2)               | 6,6 (43,9)                | 4,6 (40,3)                | 0,2 (32,4)                | 0 (32)                    |
| Количина падавина, mm (in)  | 75,5 (29,72)              | 59,0 (23,23)              | 47,5 (18,7)               | 33,5 (13,19)              | 18,0 (7,09)               | 12,5 (4,92)               | 6,5 (2,56)                | 10,0 (3,94)               | 34,0 (13,39)              | 63,0 (24,8)               | 69,0 (27,17)              | 71,5 (28,15)              | 500 (196,86)              |
| [ тражи се извор ]          |                           |                           |                           |                           |                           |                           |                           |                           |                           |                           |                           |                           |                           |

## Становништво
Према резултатима пописа становништва 2011. у општини је живело 180.817 становника.
| 1931.   | 1936.   | 1951.   | 1961.   | 1971.   | 1981.   | 1991.   | 2001.   | 2011.   |
| ------- | ------- | ------- | ------- | ------- | ------- | ------- | ------- | ------- |
| 109.443 | 119.804 | 140.734 | 153.380 | 165.822 | 173.486 | 177.580 | 180.353 | 180.817 |

Године 2008. град је имао преко 180.000 становника, два пута више у односу на почетак 20. века. Последњих година број становника у граду расте.
Град данас има омањи удео имигрантског становништва (4%), највише из северне Африке, Латинске Америке и источне Европе.

## Градске знаменитости
Будући да је град током постојања неколико пута био погођен разорним земљотресима, историјска баштина града је сиромашна. Већина градских амбијената и грађевина је везана за 20. век. После земљотреса 1909. само неколико кључних здања у граду је обновљено у првобитном изгледу, а град је тада добио и правилну, ортогоналну мрежу улица.
Најпознатије знаменитости у граду су:
- Градска катедрала,
- Државни музеј Велике Грчке,
- Замак Арагонаца,
- Црква дељи отимати,
- Вила Зерби,
- Лунгомаре Фалкомата, градско приобално шеталиште,

## Привреда
Градском привредом доминира индустрија, а становништво је запослено у луци, бродоградилиштима, прехрамбеној индустрији, индустрији прераде метала, као и хемијској индустрији. Околина је позната по узгоју јужног воћа.

## Галерија градских грађевина
- Градска катедрала
- Црква дељи отимати
- Градско позориште Ћилеа
- Предмети из Музеја Велике Грчке

## Партнерски градови
- Gualeguaychú
- Атина
- Егалео
- Патра
- Монтесилвано
- Бјалисток
- Портсмут